# Teigngrace
Teigngrace est une paroisse civile du Devon, située dans le sud-ouest de l'Angleterre. 